# 石動山
石動山（せきどうさん）は、石川県鹿島郡中能登町・七尾市・富山県氷見市にまたがる標高564mの山。山頂は中能登町に位置し、中能登町の最高峰でもある。

## 概要
石動山の古名の「いするぎやま」または「ゆするぎやま」とは、石の動く山の意味で、道教系の星辰信仰や修験道の影響を受けつつ、天から降ってきたという動字石の伝説によるものと考えられている。
加賀、能登、越中の山岳信仰の拠点霊場として栄え、石動山に坊院を構えた天平寺は、天皇の御撫物の祈祷をした勅願所である。最盛期の中世には北陸七か国に勧進地をもち、院坊360余り、衆徒約3,000人の規模を誇ったと伝えられる。祭神は五社権現と呼ばれ、修験者たちを通じて北陸から東北にかけて分社して末社は80を数える。南北朝時代と戦国時代の2度の全山焼き討ちと明治の廃仏毀釈によって衰亡した。山頂の伊須流岐比古神社の境内地を中心とした区域は国の史跡に指定されている（1978年10月25日指定、中能登町が指定対象）。また、石川県側は都市公園法に基づく都市公園（県営公園）の「能登歴史公園（石動山地区）」として指定されている。

## 歴史
石動山（石動山大御前）には古くから漁民や農民の信仰を集めた神社があり、これが延喜式の神名帳に記された「伊須流岐比古神社」に比定される。
石動山における開山については諸説あり、『石動山古縁起』によると崇神天皇6年に方道仙人が開山し、養老元年（717年）に智徳上人が登山して天平勝宝8歳（756年）に大礼殿（講堂）を造営したという。一方、泰澄による開創の伝承が古くからあり、近世初期に林羅山により著された『新縁起』も泰澄により構築されたとする。鎌倉時代には真言系の修験道者によって伽藍堂宇が造営されて神仏習合の「石動寺」と称されるようになった。
南北朝時代初頭の1335年、建武の乱が起こると朝廷側の越中国司中院定清をかくまったため、足利尊氏に呼応した同国守護普門俊清に焼き討ちされて一時衰退した（一度目の石動山合戦）。その後、足利将軍家の支援で堂塔などが再建され、京都の真言宗勧修寺の末寺となったことで「天平寺」を称するようになった。
天正10年(1582年）には越後国の上杉家に逃げ込んでいた能登の温井景隆らが石動山衆徒と組んで石動山から峰続きの荒山砦に籠城したが、織田信長の家臣である前田利家や佐久間盛政らにより陥落し再び焼き討ちに遭った（二度目の石動山合戦、荒山合戦）。
天正10年の戦いでは山内のすべての建物が焼失したが、前田家の援助を受けて17世紀初頭から18世紀にかけて復興が図られた。しかし、五重塔や多宝塔は再建されることはなかった。
その後、明治時代初頭の神仏分離政策のもとほぼすべての院坊が破却された。大半の坊は里に下りたが、数軒の坊舎は残り、明治8年(1875年)に白山麓から入植した人々とともに農耕が行われるようになった。

## 現状

### 自然
ヤマユリの一種「石動山ユリ」が石動山だけに自生している。天平時代に新潟から種子が持ち込まれ自生したとされており、「石動山ユリ」は中能登町の町花となっている。乱獲やイノシシによる食害により自生数が減少し一時絶滅の可能性があった。このほかに、山頂には低山には珍しいブナが森を形成している。

### 登山
登山口へは、麓となる国道159号からの道路が狭隘であることから公共交通機関とのアクセスはなく、自動車（マイカー）を利用して向かうのみとなっている。中能登町立の石動山資料館に併設されている駐車場に停めて登山するのが主流となっている。
資料館周辺の能登史跡公園は平坦となっているが、山頂へは急坂のコースとなる。山頂を中心として周遊コースとなる登山道が整備されており、石動山城址や荒山城址、宿坊跡などが散策できる。